# Mitsubishi 1MF
Mitsubishi 1MF là một loại máy bay tiêm kích hoạt động trên tàu sân bay của Nhật Bản trong thập niên 1920.

## Biến thể
1MF1
1MF1A
1MF2
1MF3
1MF4
1MF5
1MF5A

## Quốc gia sử dụng
Nhật Bản
- Không lực Hải quân Đế quốc Nhật Bản

## Tính năng kỹ chiến thuật (1MF3)
Dữ liệu lấy từ Japanese Aircraft 1910-1941 
Đặc điểm tổng quát
- Kíp lái: 1
- Chiều dài: 6,90 m (22 ft 7½ in)
- Sải cánh: 8,50 m (27 ft 10½ in)
- Chiều cao: 3,10 m (10 ft 2 in)
- Trọng lượng rỗng: 940 kg (2.073 lb)
- Trọng lượng có tải: 1.280 kg (2.821 lb)
- Động cơ: 1 × Mitsubishi Hi, 224 kW (300 hp)

 Hiệu suất bay 
- Vận tốc cực đại: 213 km/h (115 kn, 132 mph)
- Trần bay: 7.000 m (23.000 ft)
- Công suất/trọng lượng: 0,18 kW/kg (0,11 hp/lb)
- Leo lên độ cao 3.000 m (9.800 ft): 10 phút

Trang bị vũ khí

- 2 × súng máy 7,7 mm (.303 in)